# Ennemaborg

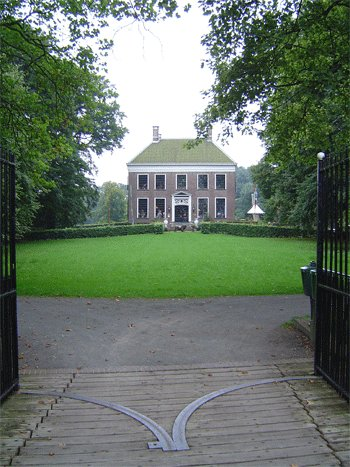
Toegangspoort van de Ennemaborg

De Ennemaborg, vroeger ook Ennemaborgh, is een borg of buitenplaats in Midwolda. In het Oldambt ontbreken de adellijke voorrechten, omdat de stad Groningen dit gebied al vroeg in handen kreeg. Niettemin speelden de leden van de familie Hora, die de borg bewoonden, een leidende rol in het dorpsleven. In de 19e eeuw werd de Ennemaborg een veenontginningsbedrijf, we zouden dan kunnen spreken over een veenborg.
Achter de borg ligt een bos van 2,5 kilometer lang en 300 meter breed, dat net als de borg eigendom is van stichting Het Groninger Landschap. Voor de borg ligt een gazon van stinsenplanten (börgbloumkes) als boerenkrokussen, bosgeelsterren, sneeuwklokjes, sterhyacinten en winterakonieten. Naast de borg staat een ongeveer 200 jaar oude beuk, die de grote storm van 1976 overleefde. De oude leilindes voor het koetshuis zijn echter herplant in de jaren 1980. Achter de borg ligt een vijver, die vroeger mogelijk onderdeel vormde van de oude gracht.

## Geschiedenis

### Een steenhuis?

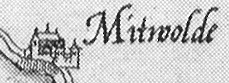
Midwolda in 1585 (naar Lucas Janszoon Waghenaer, Spieghel der Zeevaerdt). Het is vrijwel uitgesloten dat dit gebouw de Ennemaborg betreft.

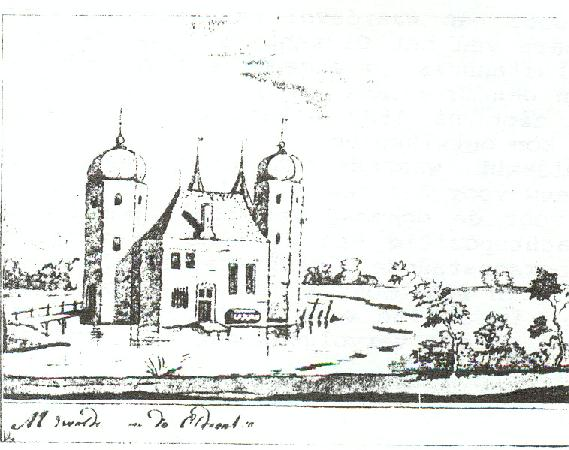
De Ennemaborg op een eind-17e-eeuwse tekening van Jacobus Stellingwerf. In de voorgevel bevindt zich een duivenslag. Op de achtergrond zijn de spitsen van een mogelijk poortgebouw. Waarschijnlijk berust de afbeelding op fantasie.

Het wordt wel beweerd dat de Ennemaborg zou zijn ontstaan uit een middeleeuws steenhuis, waarvan de sporen nog in het muurwerk te zien zouden zijn. In een document uit 1420 wordt een zekere Sebo Emmens te Midwolda  genoemd. In een andere versie van hetzelfde document, gedateerd in 1391 maar vermoedelijk in de 16e eeuw geschreven, wordt gesteld dat deze Sebo Ennens in Scheemda woonde. Ubbo Emmius noemt hem in 1598 als Sebo Ennema Midwoldani. De 18e-eeuwse bewoners van de borg meenden hierin hun voorgangers te herkennen. Rond 1400 lag het dorp Midwolda echter nog anderhalve kilometer noordelijker. Toen Midwolda in de 16e eeuw na de 'inbraak' van de Dollard noodgedwongen werd verplaatst, kwam de bebouwing ter hoogte van de latere plek van de Ennemaborg te liggen. 
Zelf waren de borgbewoners ervan overtuigd dat hun familie sinds de 16e eeuw de borg bewoonde. Van Johan Hora Siccama wordt bij zijn overlijden in 1812 gezegd dat zijn "voorouders sedert bijna twee en halve eeuw bezitters geweest zijn zeer aanzienlijke landgoederen, in den Oldambte en elders gelegen". Volgens de familieoverlevering hadden ze "in het zevende geslacht, regstreeks, hoezeer meestal door de vrouwelijke linie, onafgebroken bezeten de burg Ennemaburg en diens toebehoren".
De Ennemaborg komt vóór de 18e eeuw niet voor in de historische bronnen. Wel vinden we in Spieghel der Zeevaerdt van Lucas Janszoon Waghenaer (1585) bij het woord 'Mitwolde' een gebouw met twee hoektorentjes, dat het steenhuis zou kunnen uitbeelden. Andere kaarten laten echter zien dat hiervoor de Viertorenkerk model moet hebben gestaan.
Vanaf 1598 komt de familie Duircken of Diurcken voor als bewoners van de deftige boerderij die op de plek van de latere Ennemaborg stond. Kerkvoogd Reinold (Rinner) Diurcken was gehuwd met Wya Sebens, die de boerderij van haar vader Sebo Luwerts (Bunninga) had geërfd. Omdat hun zoon de naam Sebe kreeg, wordt soms aangenomen geacht dat Wya Sebes een nakomeling was van Sebo Ennens. 
Lubbina Duircken trouwde rond 1627 met de Groninger raadsheer Johan Clinghe, waarmee de boerderij in handen van de familie Clinge (of Clinghe) kwam. Een gedetailleerde kaart van de Dollarddorpen uit 1638 toont op deze plek een grote boerderij met een stenen voorhuis en een bijschuur. Bouwhistorisch onderzoek toonde in 2024 aan dat ten minste de voorste kamers van de borg uit de tijd rond 1600 moeten dateren. De boogfunderingen onder de borg zouden nog ouder kunnen zijn.
De heerd Ennema wordt bij de verdeling van Wya's erfenis in 1655 voor het eerst als zodanig genoemd. Een andere boerderij, die tegenover de latere borg stond, droeg overigens in 1677 dezelfde naam.
Pas op provinciekaarten rond 1681 komt op deze plek voor het eerst de buitenplaats van de familie Clinge voor. Een passerende reiziger vertelt in 1691 dat hij en zijn gezelschap "een goede distantie van ons het huys Midwolde" zagen, dat "sich door sijn hoochte, over een vlacke streecke lants, van verre claer opdoende". Mogelijk verwarde hij de borg met het ruïne van de Viertorenkerk. 
Op een eind-17e-eeuwse tekening van Jacobus Stellingwerff wordt een gebouw afgebeeld met aan de voorzijde twee zes- of achtkante hoektorens met uivormige spitsen. Achter het gebouw zijn twee kleine torenspitsen te zien, die kunnen duiden op een poortgebouw. Stellingwerff maakte vaker gebruik van schetsen die anderen hem aanleverden, en het lijkt er dan ook op dat de afbeelding op fantasie berust. Kennelijk gebruikte hij de misleidende schets van de Viertorenkerk, die Lucas Janszoon Waghenaer in 1585 publiceerde.

### Hora Siccama: De gloriejaren

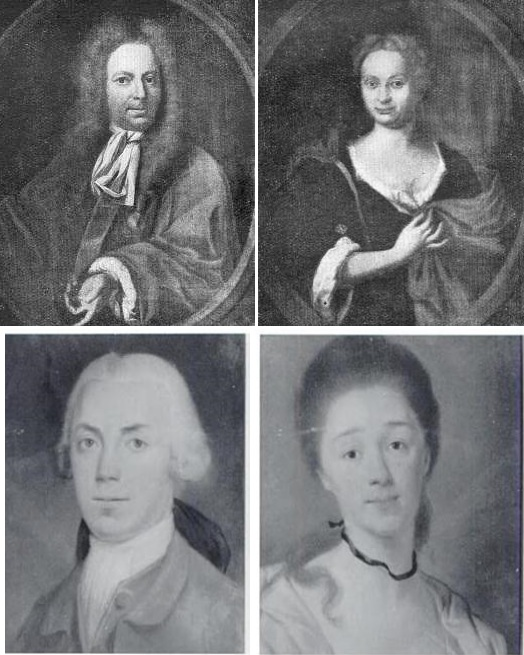
Portretten van Johan Hora (linksboven, 1683-1744) en zijn vrouw Catharina Wolthers (rechtsboven, 1695-1775) en van Johan Hora's kleinzoon Johan Hora Siccama (linksonder, 1738-1812) en zijn vrouw Egberta Louisa Beckeringh (rechtsonder, 1740-1810)

De tweede dochter van borgheer Johan Clinge, Anna Maria Clinge, erfde de Ennemaborg na de dood van Johan in 1649 en Lubbina in 1674. In 1681 trouwde zij met de Groningse staatssecretaris Wilhelmus Hora, de zoon van de rijke bankier Mozes Aäron (Hora). Wilhelmus wilde zich kunnen meten met de landadel van het Hogeland en bezat door zijn vader daarvoor ook de middelen. Hij kocht samen met zijn vrouw vanaf 1689 verschillende landerijen in omliggende plaatsen als Eexta (Eexterhamrik), Finsterwolde, Midwolda, Oostwold en Woldendorp, waardoor het landgoed rond de Ennemaborg sterk werd vergroot. De grootste aankoop betrof twee heerden in Midwolda van bijna 400 hectare. Wilhelmus overleed reeds in 1696. Zijn vrouw bleef daarna nog tot 1706 nieuwe gronden aankopen. Haar broer kocht in 1695 het verwaarloosde Huningameer, waar zij een deel van erfde. Het oorspronkelijke gebouw werd omstreeks deze tijd afgebroken en vervangen door een vierkant symmetrisch landhuis. De borg wordt in 1706 voor het eerste genoemd; hij wordt in 1709 als "nieuws getimmerde borgh"  betiteld en zal enkele jaren daarvoor zijn gebouwd.
Na de dood van zijn vrouw Anna Maria rond 1709 werd hun zoon Johan Hora borgheer. In 1716 trouwde hij met een kleindochter van Ubbo Emmius, Catharina Wolthers. Hij was raadsheer van de stad Groningen en gedeputeerde. Zijn oudste dochter Anna Catharina (1718) trouwde met Wiardus Siccama van de borg Klinkema in Zuidhorn. Hierdoor ontstond de naam Hora Siccama. Johan Hora's jongste dochter Anna Maria (1722) trouwde met Onno Joost Alberda van Nijenstein en ging wonen op Ekenstein bij Appingedam. De Ennemaborg werd door de familie vooral gebruikt als zomerhuis. In 1734 nodigde Johan Hora predikant Wilhelmus Schortinghuis (een voorvechter van de Nadere Reformatie) uit naar Midwolda te komen. Johan raakte innig met hem bevriend en beschermde hem. Schortinghuis droeg zijn bekendste (en meest bekritiseerde) werk Het innig Christendom (1740) aan hem op. Nadat de derde druk daarvan was verboden, legden de staten van Stad en Lande Schortenhuis een 'eeuwigdurend stilzwijgen' op, maar Johan wist uiteindelijk de kerkelijke censuur op het geschrift te voorkomen. In 1738 was Johan nauw betrokken bij de bouw van de nieuwe kerk van Midwolda. Zijn jongste dochter Anna Maria legde de eerste steen.
Anna Catharina Hora trouwde in 1737 met de Groningse burgemeester Wiardus Siccama. Het echtpaar kreeg één zoon genaamd Johan Hora Siccama (1738). Anna Catharina overleed twee maanden na de geboorte op het kraambed. In 1744 overleed Johan Hora sr. Over zijn weduwe Catharina Wolthers wordt het volgende verhaal verteld: enkele jaren na de dood van haar man werd de borg belaagd door gewapende verveners die een gunstiger contract wensten dan zij eerder met Johan Hora sr hadden getekend. Zij dreigden Catharina te vermoorden als ze niet toegaf. Catharina stond hen te woord aan de poort, maar weigerde in te gaan op hun eisen. Zij gaf aan dat ze geen vrees had voor de dood, waarop de verveners afdropen.
Johan Hora Siccama werd ook bestuurder in Groningen, waar hij vele hoge functies vervulde, zowel tijdens de Republiek als in de Franse tijd. Zo was hij achtereenvolgens secretaris en ambtman van het Gorecht, lid van de provinciale rekenkamer, raadsheer van de stad Groningen, lid van de Staten-Generaal, lid van de Nationale Vergadering in 's-Gravenhage, lid van het departementaal bestuur van Groningen en vervolgens tot zijn dood lid van de departementale raad van de Westereems. Hij trouwde in 1761 met Egberta Louisa Beckeringh. Hij financierde in 1772 het monumentale Hinsz-orgel van de kerk van Midwolda. In 1775 overleed zijn grootmoeder Catharina Wolthers, waarop hij een jaar later de Ennemaborg in bezit kreeg. De Ennemaborg gebruikte hij als zomerverblijf. In de winter woonde hij in de stad. Hij kocht over de loop der jaren grote stukken land van de stad Groningen: Leegkerk, Noordbroek, Midwolda, Finsterwolde en in het Munnikeveen en de Oostwolderpolder. Het totale bezit breidde hij zo uit tot ongeveer 1000 deimatten (500 hectare). Hij bezat een vijftal boerderijen, waar koeien, paarden en schapen werden gehouden. Na de dood van zijn vader Wiardus in 1797 erfde hij ook de Klinkemaborg, die hij vervolgens verhuurde (zijn zoon deed later hetzelfde).
Rond 1800 stonden naast de borg een koetshuis, een stalling voor 10 paarden, een schathuis voor de stalling van het vee en de opslag van koren, een timmermanswerkplaats met houtopslag en een loods voor de tuinman met opslag voor tuingereedschap en zadendrogerij. Rond de borg lagen een (keuken)groentetuin, een boomgaard en een barokke siertuin met bloeiende heesters en andere planten. De lange tuin werd en wordt gekenmerkt door de lange centrale zichtas en door symmetrie. Ook lag er een grote tuin met broeierijen (teelt van knolgewassen) en trekkassen (broeikas voor groenten en fruit), die werd omgeven door hoge schuttingen, waarmee de perzik-, abrikozen- en andere vruchtbomen moesten worden beschermd. Tegenover de borg was aan de overzijde van de weg door het winnen van baggerturf een 5 hectare grot visvijver ontstaan, dat vanwege zijn omvang de naam Kleine Dollard kreeg. In 1800 verkocht Johan het 'Oude Bosch' bij de Ennemaborg, dat bestond uit zware eiken en beuken. In 1801 verkocht hij het Hollandsche Veen van 120 deimten (ongeveer 60 hectare hoogveen) aan zijn schoonzoon Barro Adema, die het vervolgens liet afgraven.

### Friese verveners
Egberta Louisa overleed in 1810 en Johan zelf in 1812. Beiden werden begraven in de Groningse Broerkerk. Het stel kreeg elf kinderen. Acht bereikten de volwassenheid, maar geen van hen wilde de Ennemaborg bewonen. Willem Hora Siccama en zijn broertje Lambertus Jan Hora Siccama (1771-1851), die de borg wilde opsplitsen, kregen daarop een conflict dat zich jaren voortsleepte. Ondertussen verviel de borg langzaam. Het conflict leidde tot een rechtszaak die werd uitgevochten tot in het Hooggerechtshof in Den Haag. Na jaren van procederen hadden de erfgenamen er genoeg van. Ze besloten het advies van een vertrouwenscommissie te volgen. Het hele landgoed met bossen, venen en de kerkgestoelten werd in januari 1817 publiek verkocht.

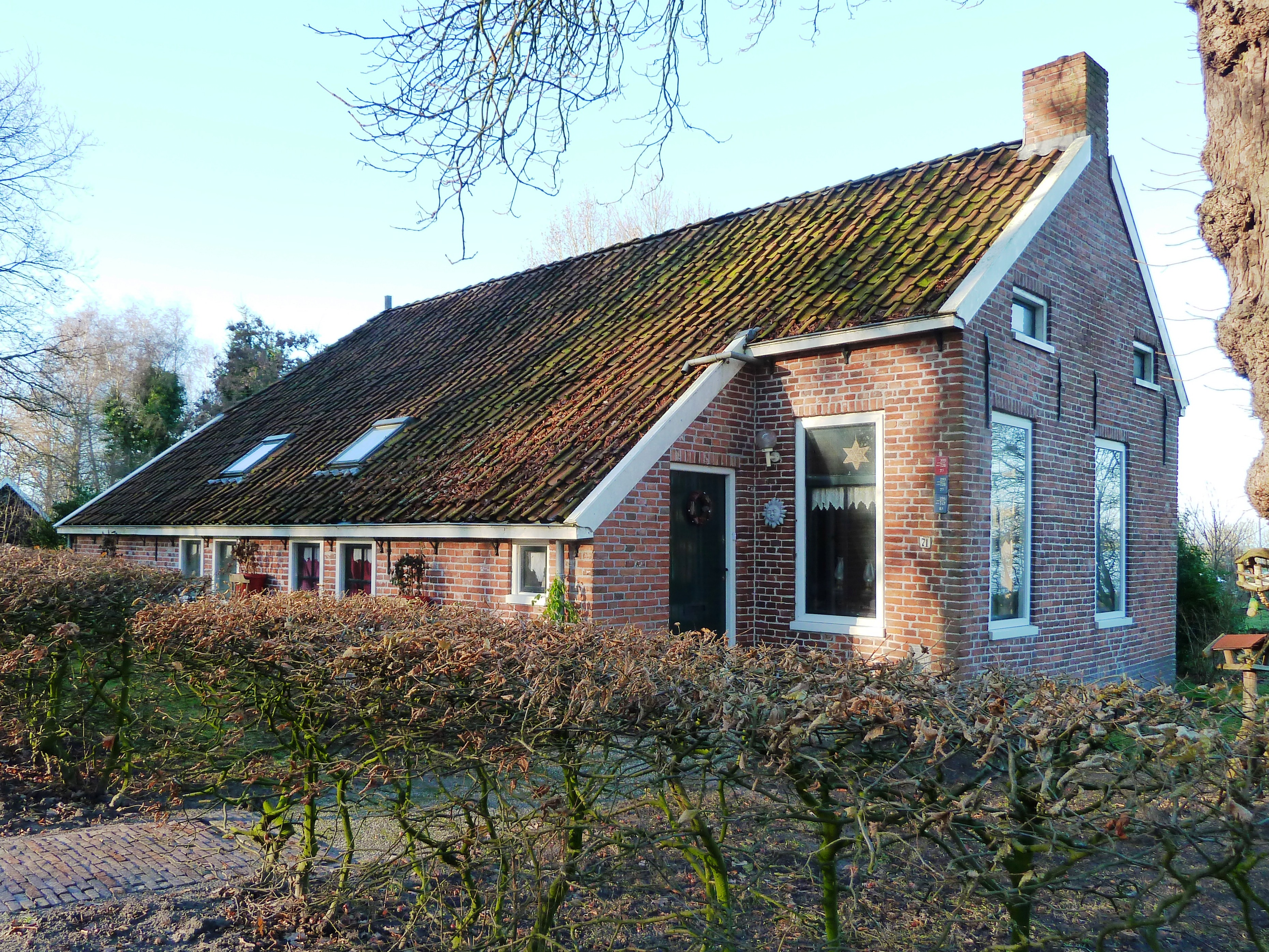
Een van de beide 19e-eeuwse arbeidershuisjes (keuterijen) tegenover de borg

De borg zelf werd in april 1817 voor het relatief forse bedrag van 111.050 gulden verkocht aan twee Friese beleggers: hoogleraar en raadsheer Isaàc Telting uit Franeker en bestuurder Petrus Johannes van Beijma uit Weidum. Zij woonden er niet zelf, maar stelden de Fries Jacob Piers Bosma aan als rentmeester om het landgoed te gelde te maken. Daartoe werd ingezet op de verkoop van honderden bomen uit het bos door middel van veilingen. In 1817 vond de eerste grote veiling plaats.
In 1819 werd de turfwinning fors uitgebreid: 300 hectare hoogveen en baggerveen (laagveen) werd ontgonnen. Om de turf af te voeren werd ten zuiden van de landerijen de Hoofdwijk gegraven aan twee kanten: in de richting van het Winschoterdiep, waar de turf in grotere schepen werd overgeladen, en in de richting van het oosten, waar de verveningsgebieden lagen. Veel ervaren veenarbeiders uit de Groninger Veenkoloniën hielpen bij het werk. In dezelfde periode van vervening en drooglegging van het nabijgelegen Huningameer ontstonden verschillende gehuchten van veenarbeiders, zoals Niesoord en Meerland. Ook de twee oude arbeidershuisjes (keuterijen) (nu behorend tot de oudste huisjes van Midwolda) binnen de landerijen van de Ennemaborg werden toen gebouwd. De barokke tuin werd in die tijd omgevormd tot een Engelse tuin met heuvels, kronkelpaadjes en vijvers.
In 1837 werd Bosma opgevolgd door de 26-jarige Ureterpse boer en vervener Oeds Oedes de Leeuw, die 50 jaar lang rentmeester was op de borg. Hij wist te bedingen dat hij naast zijn salaris van 600 gulden per jaar ook 1% kreeg van de zuivere winst. Hij was dan ook voortdurend bezig met het verkrijgen van meer inkomsten. Het bos achter de borg, dat was aangeplant in de 18e en vroeg-19e eeuw en dat bestond uit acacia's, beuken, eiken, esdoorns, sparren en wilgen, werd deels gekapt en verkocht op veilingen in 1838, 1839, 1842, 1843, 1847, 1852 en 1853. Met name de kap van een groot aantal acacia's voor de veilingen van 1838 en 1842 dunden het bos sterk uit. De Leeuw vormde het bos om tot een productiebos van hoofdzakelijk zomereiken, op plekken aangevuld met beuken en Amerikaanse eiken. Van tijd tot tijd werd dit bos gerooid en het hout geveild, waarna bosarbeiders een nieuw bos aanplantten langs strakke rijen. Onder Oeds' bewind werd ook veel grond verpacht. De veenafgravingen gingen door onder zijn bewind. Omdat het afsteken van het baggerveen werd bemoeilijkt door hoge grondwaterstanden werd vanaf 1839 een kleine handschroefmolen ingezet, gevolgd door een tweede in 1841. Na een aantal decennia was de Hoofdwijk reeds enkele kilometers lang en was een aantal zijwijken gegraven. De dalgronden werden langzamerhand omgezet naar akkerbouwgebied. Daarvoor moest het gebied structureel ontwaterd worden en daartoe werd in 1845 het waterschap Ennemaborgh opgericht, dat de beschikking kreeg over een grote poldermolen. In 1863 werd deze vervangen door een spinnenkopmolen.
Oeds de Leeuw was getrouwd met Iebeltje Bosgra. In 1851 overleed zijn jongste zoontje aan de Engelse ziekte of de tering, een maand later gevolgd door zijn vrouw. Zijn oudste zoon Okke volgde hem op in 1872. In 1878 werd Okkes 29-jarige vrouw Jantje Kreiter ziek en overleed kort daarna. Okke stierf een jaar later van verdriet. Al het huisraad en de persoonlijke bezittingen werden daarop verkocht. Oeds nam daarop het rentmeesterschap weer op zich. In 1886 werd hij uiteindelijk opgevolgd door zijn kleinzoon Marten Tiddens, de zoon van zijn dochter Tjitske. In 1893 overleed Oeds. Hij behoorde toen met een vermogen van 132.000 gulden tot de circa 350 rijksten van de provincie Groningen.
In 1886 was het aantal nazaten van de beide Friese beleggers Telting en Beijma inmiddels zo groot geworden, dat een aparte familie-nv werd opgericht voor het landgoed Ennemaborg. Marten werd uiteindelijk opgevolgd door Jan Renge Tiddens, onder wiens rentmeesterschap de laatste verveningen werden uitgevoerd. Na hem werd de borg alleen nog bewoond door veenbaas J. Bos. Tijdens de Tweede Wereldoorlog werd weer begonnen met de vervening, maar het was van korte duur. In 1946 werd het landgoed, waaraan nu weinig geld meer te verdienen viel, door de erven Telting-Beijma in beheer gegeven aan de Nederlandse Heidemaatschappij (nu Arcadis). In 1951 vestigde de Heidemaatschappij een opleidingscentrum in de borg en een jaar later ook het streekcentrum. Het bos, waarvan de laatste stukken waren aangeplant in 1869, 1909 en 1949, kreeg steeds meer een recreatieve functie.

### Het Groninger Landschap: Omvorming tot natuurgebied
In 1965 verkochten de erven Telting-Beijma de borg, het koetshuis, de twee arbeiderswoningen en vijf boerderijen en de 362 hectare landerijen, waaronder het 80 hectare grote bos ten slotte aan de stichting Het Groninger Landschap. Aan deze aankoop was veel voorafgegaan, waaronder een bezoek van natuurbeschermers Pieter van Tienhoven en jonkheer Sebastiaan Mattheus Sigismund de Ranitz (1904-1987) in 1942.
De stichting liet het landgoed, de borg en de beide arbeidershuisjes volledig restaureren, waarbij ook het hertenkampje naast de borg werd aangelegd. Vanaf 1970 vestigde de stichting haar kantoor in de borg, later gevolgd door een kantoor van Staatsbosbeheer. Ook werd de borg in de jaren 1970 gebruikt als conferentieoord en cultureel centrum. In januari 1976 werd het bos rondom de borg getroffen door een zware storm, waarbij bijna alle dikke bomen rondom de borg werden omgeblazen. Begin jaren 1980 startte de stichting met het omvormen van het productiebos tot een natuurlijk bos: het Midwolderbos. De tuin werd in de oude barokstijl teruggebracht, waarbij onder andere de struiken aan weerszijden van de toegang plaats moesten maken voor een gazon met stinsenplanten. Op het terrein bevond zich vroeger ook een oude ophaalbrug, die door de stichting werd herbouwd. Ook werd een werkschuur gebouwd, die sinds 2004 ook als bezoekerscentrum is ingericht met het oog op de verwachte toename van het toerisme als gevolg van de aanleg van de Blauwestad.
In maart 1981 werden in samenwerking met de 'Stichting Tarpan' koniks uit Polen uitgezet in het Midwolderbos, als eerste proef in Nederland. Deze koniks bleken hier erg goed te gedijen en de stichting Het Groninger Landschap verkoopt dan ook regelmatig paarden wanneer het er te veel worden (gestreefd wordt naar 1 paard per 5 hectare). Onder andere bij Bourtange, de Westerbroekstermadepolder, bij de Oostvaardersplassen en in het Lauwersmeergebied lopen nazaten van de koniks van de Ennemaborg. In 1985 werd op der verpachte landbouwgronden lageneen aantal hectare landerijen aangekocht door de stichting, waarmee het landgoed werd uitgebreid tot 427 hectare. Tussen 1991 en 1992 werden op voormalige landbouwgronden in het oosten van het bos de Midwolderplassen aangelegd, waar veel oevervogels leven. Deze beide plassen ontstonden door een zandafgraving voor de aanleg van de Rijksweg A7. Er was aan de aannemer Koop Tjuchem de voorwaarde gesteld dat deze er daarna een 40 hectare groot natuurgebied van zou maken.
In het bos werd in de jaren 1980 een betonnen viaduct aangelegd voor ruiters en de konikpaarden. Omdat de ruiterroute werd misbruikt door crossmotoren, werd de route in 2002 voorzien van slagbomen en voetgangerssluizen. In 2009 werd het paardenviaduct omgevormd tot vleermuizengrot.

### Huidige functies van de borg en het koetshuis
In 1992 vestigde kunstenares Maya Wildevuur (1944-2023) haar galerie, atelier en woonruimte in de Ennemaborg, nadat de stichting Het Groninger Landschap haar hiervoor had gevraagd. De benedenverdieping en kelder zijn vrij toegankelijk en zijn behangen met haar schilderijen. Het koetshuis was in de jaren 1960 in vervallen staat.

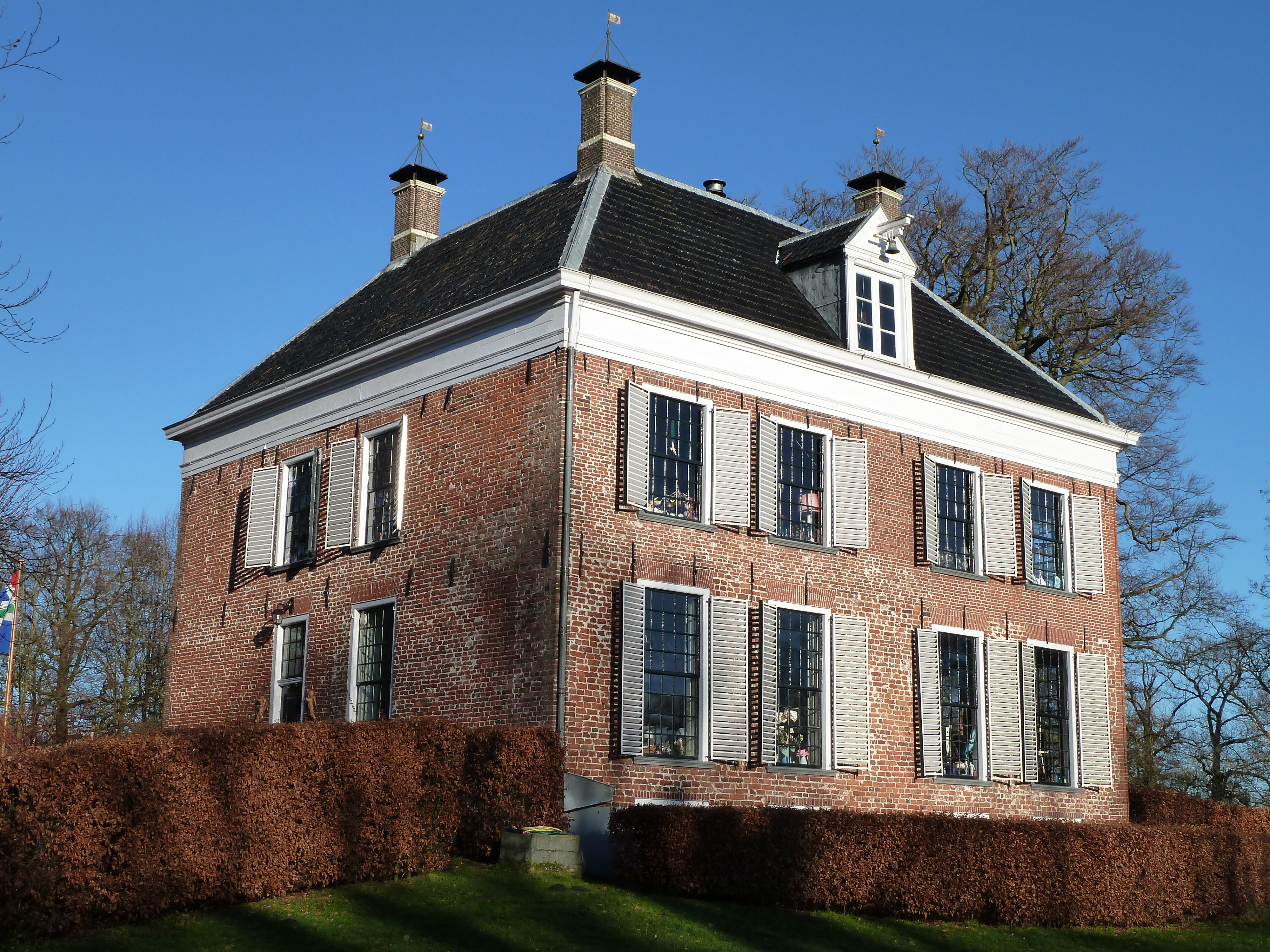
Huis schuin van achteren
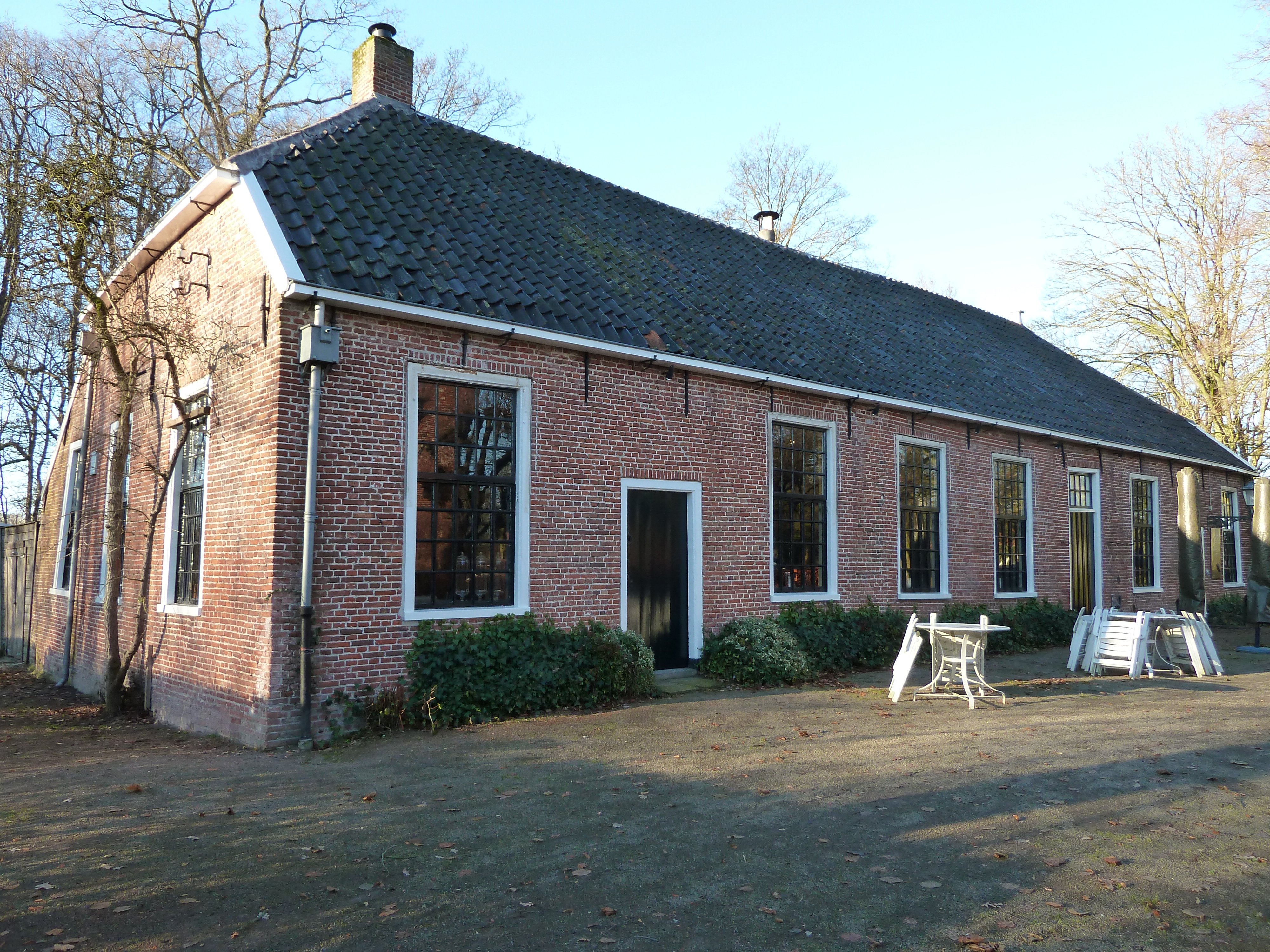
Koetshuis
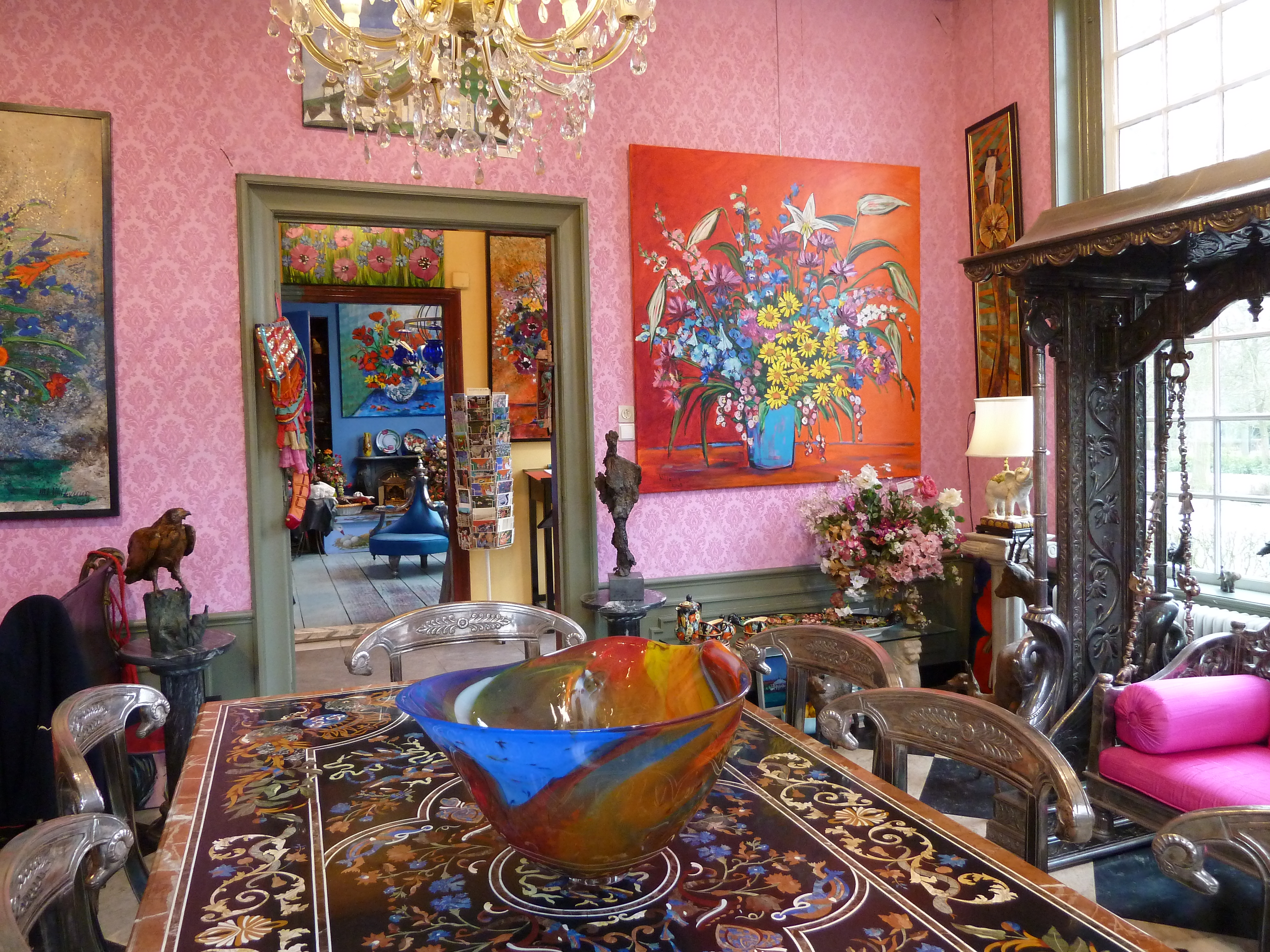
Het kleurrijke interieur van de galerie van Maya Wildevuur